# 憧れのハワイ航路
「憧れのハワイ航路」（あこがれのハワイこうろ）は、1948年（昭和23年）にキングレコードより発売された歌謡曲。また、それを基にした1950年（昭和25年）公開の新東宝映画。

## 歌
- 歌唱：岡晴夫
- 作詞：石本美由起
- 作曲：江口夜詩

本来小畑実が歌う予定で作られたが、たまたま小畑が東京を離れていて、岡が譲り受けた経緯がある。
作詞した石本自身、ハワイ航路（横浜 - ホノルル - サンフランシスコ。戦前は日本郵船の花形航路）への乗船経験が無かった。そのため、かつて郷里（広島県大竹市）の山から眺めた瀬戸内海を航行する大阪商船の別府航路の姿に、映画や小説で知ったハワイのイメージを重ねて作詞したという。
岡の没後は、岡を敬愛する若原一郎が番組で披露した他、坂上二郎が歌い継いでいる。近年では氷川きよしもカバーしている。サザンオールスターズが1981年に行ったコンサートツアー『そちらにおうかがいしてもよろしいですか?』のオープニングでこの曲をカバーしている。
2018年のアクト・アゲインスト・エイズイベント『平成三十年度! 第三回ひとり紅白歌合戦』で桑田佳祐がカバー。翌年に発売されたこの公演を収めたライブビデオにも収録された。

## 映画
- モノクロ、スタンダードサイズ、映倫番号:129。

### キャスト
- 岡田秋夫：岡晴夫
- 君子：美空ひばり
- 松吉：花菱アチャコ
- 山口五郎：古川緑波
- 千枝子：柴田早苗
- みき：清川玉枝
- 久美子：杉山美子
- 春元稔：キドシン
- 稔の母：吉川満子
- 岡田の父：汐見洋
- 伴淳三郎
- 中村哲

### スタッフ
- 監督：斎藤寅次郎
- 製作：伊藤基彦
- 脚本：八住利雄
- 原作：サトウハチロー
- 音楽：上原げんと
- 撮影：友成達雄
- 照明：秋山清幸
- 録音：沼田春雄
- 美術：加藤雅俊
- 助監督：松林和尚
- 編集：神島婦美子
- 特殊撮影：天羽四郎
- 製作主任：鈴木義久
- 主題歌：「憧れのハワイ航路」「憧れのブルーハワイ」「想い出の丘」（歌：岡晴夫）